# Etu-Myllylampi
Etu-Myllylampi eller Myllylampi är en sjö i Finland. Den ligger i kommunen Rovaniemi i landskapet Lappland, i den norra delen av landet, 800 km norr om huvudstaden Helsingfors. Etu-Myllylampi ligger 215 meter över havet. Arean är 11,9 hektar och strandlinjen är 1,46 kilometer lång. Sjön  ingår i Kemi älvs huvudavrinningsområde. 